# 陸寄居蟹
陸寄居蟹屬（学名：Coenobita），是十足目陸寄居蟹科的一属动物，全屬統稱陸寄居蟹，是分佈於熱帶地區的寄居蟹。陸寄居蟹屬現存只有15-16種，其中5種現存野生保存狀況不明。
在日本，紫陸寄居蟹在日本被列為「絕滅危險IA類 / CR」(在不久將來絕種的危險性十分高)，短腕陸寄居蟹和深紫陸寄居蟹被列為「準絕滅危險 / NT」(現在絕種危險性最雖然低，但隨著生息環境的變化改變，不久將來會有可能變成「絕滅危險」)，橙紅陸寄居蟹被列為「絕滅危險II類 / VU」(絕種危險性正在增加的品種)。

## 分佈地域
大部份種類分佈於熱帶沿岸地區，亦有少數在溫帶生活。

## 下属物种
本属包括以下物种：
- 短掌陸寄居蟹 Coenobita brevimanus Dana, 1852，短腕陆寄居蟹
- Coenobita carnescens Dana, 1851
- Coenobita cavipes Stimpson, 1858
- Coenobita clypeatus (Fabricius, 1787)
- Coenobita compressus H.Milne Edwards, 1837
- Coenobita lila Rahayu, Shih & Ng, 2016[2]
- Coenobita longitarsis De Man, 1902
- Coenobita olivieri Owen, 1839
- 橙红陆寄居蟹 Coenobita perlatus H.Milne Edwards, 1837
- Coenobita pseudorugosus Nakasone, 1988
- Coenobita purpureus Stimpson, 1858
- Coenobita rubescens Greeff, 1884
- 灰白陸寄居蟹 Coenobita rugosus H.Milne Edwards, 1837
- Coenobita scaevola (Forskål, 1775)
- Coenobita spinosus H.Milne Edwards, 1837
- Coenobita variabilis McCulloch, 1909
- 藍紫陸寄居蟹 Coenobita violascens Heller, 1862，紫堇陆寄居蟹

归入本属的物种：
- Eremita javanica Osbeck, 1765

## 特徵與習性
陸寄居蟹的外表大致上與寄居蟹相似，都是用螺旋形狀的貝殼著保護柔軟的身體。不過，由於海中生存的寄居蟹主要在海中或海邊生活，後足多為扁平。但陸寄居蟹習慣在離海岸較遠的陸上生活，所以後足故為粗而呈圓筒形，以便在堅硬的地面活動，而最前的一對鋏足亦比海生寄居蟹強壯，用以取食及防衛。
為了適應陸上的生活，陸寄居蟹在貝殼中積存非常少量的水，以防止柔軟的腹部過於乾燥，而其鰓也可在潮濕地方呼吸，所以陸寄居蟹必須定期補水份，不能長時間遠離水源。

## 身體構造

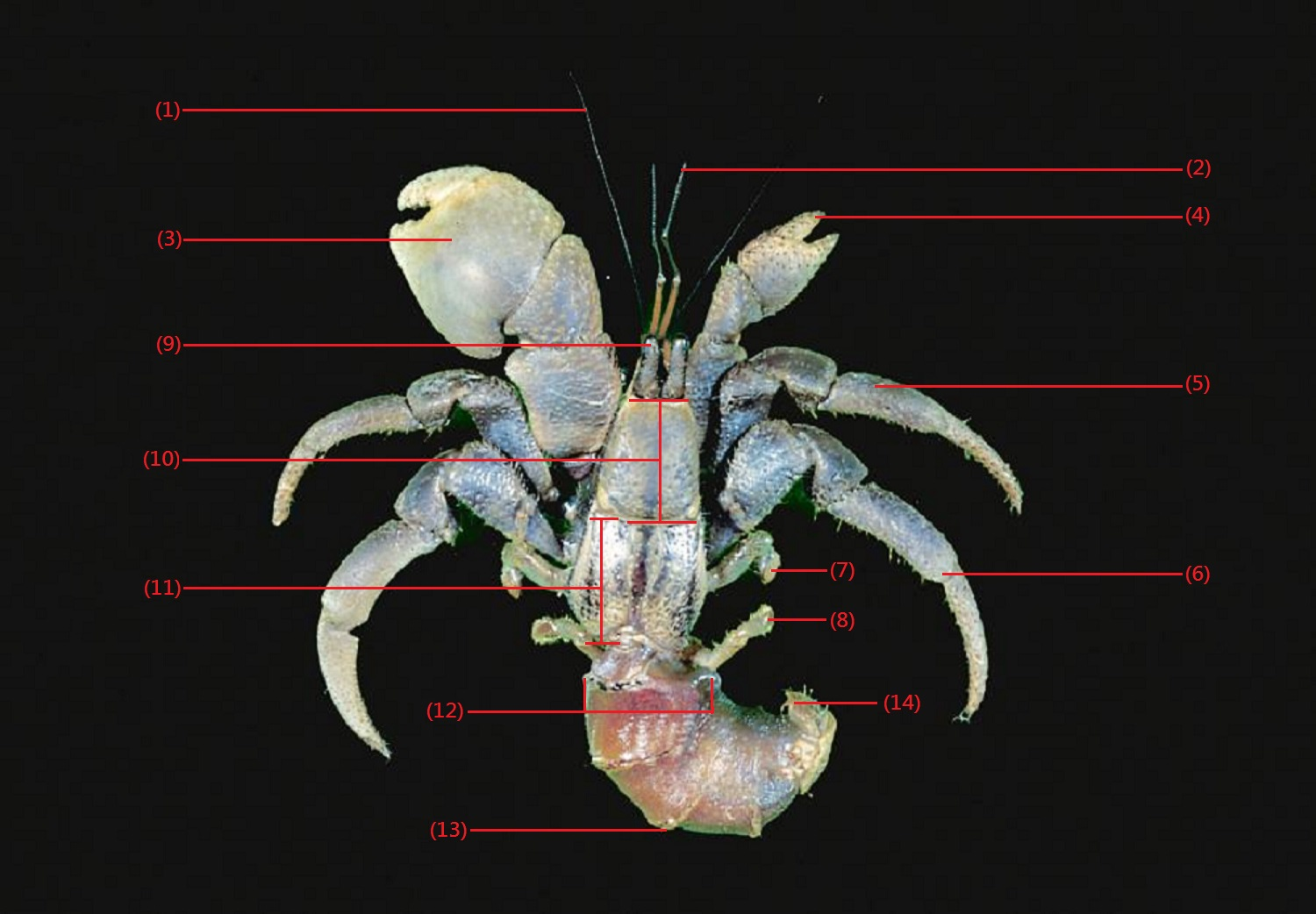
陸寄居蟹身體構造

(1)第二觸角：主要功能是觸覺，經常在走動的時候上下左右掃動，可輔助夜間視力，加強在夜間對空間的辨別。也在發生衝突時對敵方掃動觸角威嚇對方，亦有挑釁及嚇阻之功用。

(2)第一觸角：主要功能是嗅覺，食物及水的所在地都可以透過第二觸角來辨別精確位置，對濕氣尤為敏感。

(3)大螯：左螯，屬第一胸足，主要功能是封住殼口、攀爬時加強對身體的固定、覓食時對食物的控制及夾取、抵禦競爭者及天敵，力量極大，緊張時夾住的物體不會輕易放開。

(4)小螯：右螯，屬第一胸足，明顯比大螯小，可動指及第三關節處中間會有細毛，主要功能是撕碎食物送往口中、攀爬時加強對身體的固定、抵禦競爭者及天敵，在緊張時會輔助撕碎大螯所夾住之物體。

(5)第二胸足：較第三胸足細且短，左右側末節皆為圓筒狀，主要功能為爬行，攀爬及跨越時，末節關節擁有極大力量可抱住、勾住物體，也可加強對食物夾取的控制。 

(6)第三胸足：較第二胸足粗且長，左側末節為片狀，右側末節為圓筒狀，主要功能為爬行，攀爬及跨越時，末節關節擁有極大力量可抱住、勾住物體，也可加強對食物夾取的控制，左側胸足則有封住殼口抵禦外敵之功用。 

(7)第四胸足：固定肢，短且小，末端為扁平狀，藏於殼內不容易看見，唯有翻身時可以短露出，主要功能是幫助寄居蟹行走時對貝殼的支撐及固定身軀在殼內的位置。 

(8)第五胸足：固定肢，短且小，末端為圓柱狀，位於胸部及尾部的中間的腰節，藏於殼內不容易看見，唯有翻身時可以短露出，主要功能是幫助寄居蟹行走時對貝殼的支撐及固定身軀在殼內的位置，也可將排出的糞便以遞傳至顎足的方式清出貝殼外或整理腹部表皮及後甲內部的鰓之清潔，母蟹則另外可以整理腹部抱卵肢上面的蟹卵。 

(9)眼睛：複眼，可左右移動改變視野，視力佳，可在數公尺外看見移動的物體，受損時也可透過蛻皮再生。

(10)前甲：形狀稍稍隆起，體型越大的寄居蟹則前甲越長，質地堅硬，末端為全身甲殼的最後硬質部分，上方可托住貝殼。

(11)後甲：形狀為倒心型，左右內側有鰓室，質地柔軟可被第五胸足掀起，不常看見，除非寄居蟹所居住為非螺殼之物體或是螺殼太小才有可能外露，因此處內部是寄居蟹的主要呼吸系統，也是最為需要保濕的部分。

(12)水袋：腹部上方左右兩側各有一個水袋，主要功能為儲存水分，蛻皮時可供給水分幫忙撐大新皮，增加成長幅度。

(13)腹部：膜質化的表皮，沒有外殼，包裹著大部分的內臟，質地柔軟內有肌肉可捲於殼內，表皮上有四節退化的關節，母蟹則會在腹部上退化的第二、三、四關節左側長出三對抱卵肢，公蟹則無。

(14)尾節：主要功能為勾住貝殼螺軸以防被拉出，形狀如蝦類尾扇，有五片，其中間尾扇下為肛門，多在遇到同類搶殼時可發出唧唧唧唧之聲音以示警告。

## 生態環境
陸寄居蟹是適應了熱帶氣候的生物，在氣溫寒冷的冬季地域不能生存，在攝氏15度以下活動遲鈍並陷入冬眠狀態，如果這個狀態持續長時間的話，陸寄居蟹就會死亡。陸寄居蟹也不可以長時間在水裡,如果長時間放置水中會淹死。

## 食物
陸寄居蟹是雜食性動物，日常食物包括多種植物和樹上落下的果實，有時候也會吃腐爛的木材、動物及魚類。陸寄居蟹在脫殼後會把舊殼吃掉，補充流失的鈣用以製造新的外殼。

## 保育
近年香港及台灣跟隨日本等地引進陸寄居蟹作寵物，但由於缺乏監管，某些店舖飼養陸寄居蟹的衛生環境極差，在台灣也有一些商人製造「陸寄居蟹很容易飼養」的錯覺，設計一些不適合陸寄居蟹居住的飼養箱圖利，售貨員亦未能教授顧客正確的飼養觀念及方法，以致很多被飼養的陸寄居蟹死於非命。
此外，陸寄居蟹不能人工繁殖，故商人售賣的都是野生個體，由於過度捕捉，商人以斤為進量單位，大量大量的補抓，補抓後的大量個體亦未妥善照料，依學者與同行指出，其實際死傷情形均相當慘重，造成陸寄居蟹生態的空前嚴重浩劫。又市面上已很難見到體型較大的陸寄居蟹，表示成熟的野生陸寄居蟹數量正在急劇下降，雖然陸寄居蟹在國際上未被列為瀕危物種，但個別產地已把牠們列為受威脅，加上污染和棲地破壞等問題，野生數量似乎極不樂觀，有意飼養者應當留意。